# زمینی‌سازی مریخ

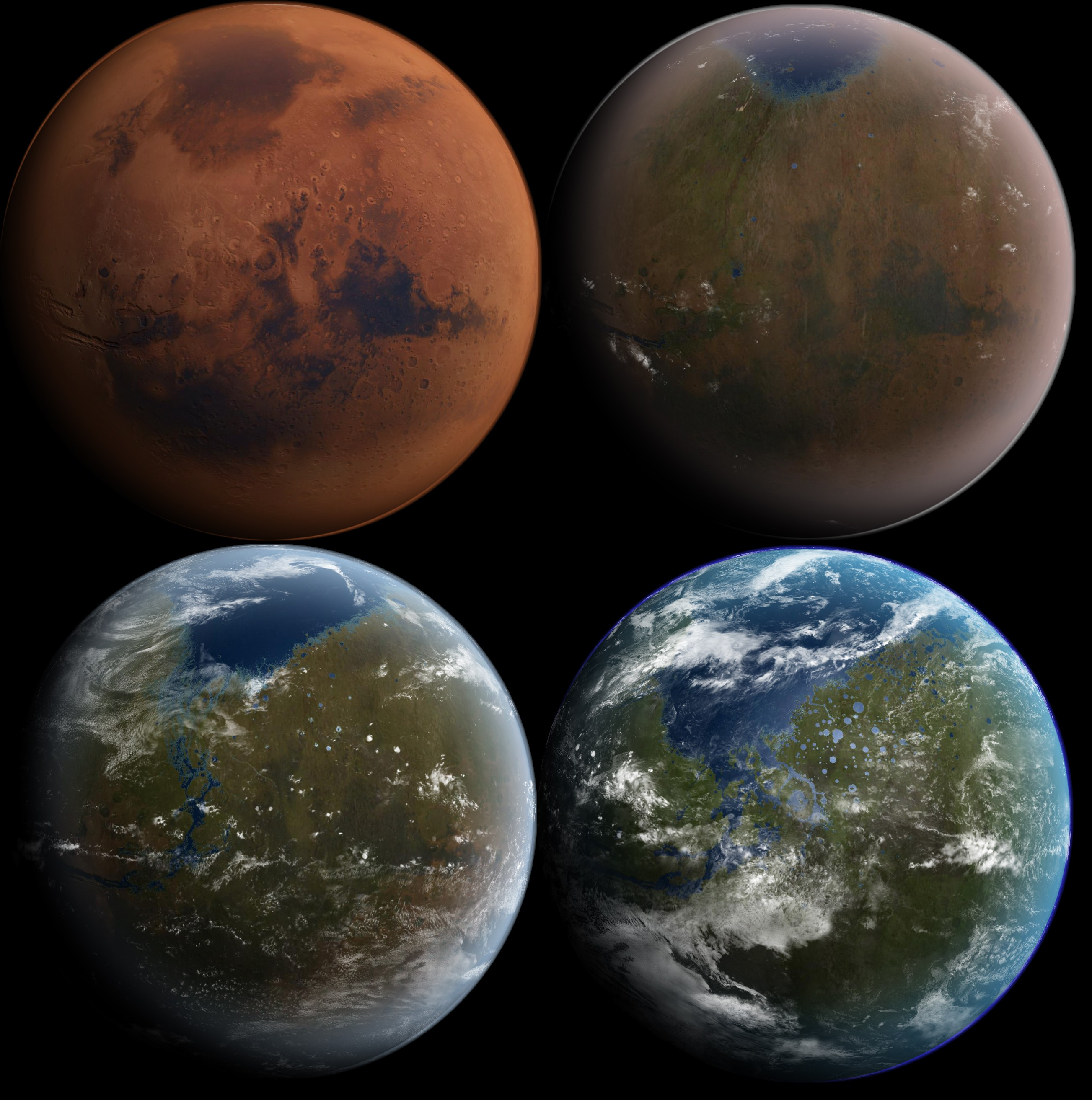
انگاشت هنری روند تغییر شکل و زمینی‌سازی مریخ

زمینی‌سازی مریخ یا ترافورم مریخ (انگلیسی: Terraforming of Mars) یک روند برانگاشتی است. زمینی‌سازی شامل یک پروژهٔ مهندسی سیاره یا پروژه‌های همزمان است، با هدف تبدیل سیاره مریخ از یک محیط ناسازگار و خصمانه برای زندگی به زمینی دیگر که بتواند به‌طور پایدار میزبان انسان‌ها و سایر اشکال زندگی باشد بی آنکه به محافظت یا مداخله نیاز باشد. این فرایند احتمالاً شامل بازسازی اقلیمی، در سطح و در جو موجود سیاره با کمک ابتکارهای مختلف منابع فشرده و نصب یک سیستم یا سیستم‌های جدید زیست‌محیطی است.
توجیه و دلیل برگزیدن مریخ به جای هدف‌های بالقوهٔ تراسازی دیگر شامل: وجود وجود آب و پیشینهٔ زمین‌شناسی آن است که نشان می‌دهد زمانی مریخ از داشتن جو متراکمی شبیه به جو زمین برخوردار بوده‌است. دشواری‌ها و خطرها شامل جاذبهٔ کم، نور سطحی کم نسبت به زمین و کم بودن میدان مغناطیسی است.
در مورد اینکه آیا فناوری کنونی می‌تواند این سیاره را قابل سکونت کند اختلاف نظرهایی وجود دارد. اعتراض‌های دیگر شامل نگرانی‌های اخلاقی در مورد اصلاح شکل و هزینهٔ قابل توجهی است که چنین تعهدی دربر خواهد داشت. دلایل طرف‌داران زمینی سازی سیاره شامل کاهش نگرانی‌های موجود در مورد استفاده و کاهش یافتن منابع در زمین و استدلال‌هایی است که تغییر وضعیت و استقرار متعاقب در آن یا به صورت همزمان در سایر سیاره‌ها احتمال انقراض بشریت را کاهش می‌دهد.

## چالش‌ها و محدودیت‌ها

این نمودار تغییر اتمسفر خارج شده از مریخ را در صورتی که نزدیک به میانگین دمای زمین باشد نشان می دهد. تصور می شود که مریخ در گذشته گرم بوده است (به دلیل شواهدی از وجود آب مایع در سطح) و شکل گیری زمین باعث گرم شدن دوباره آن می شود. در این دماها اکسیژن و نیتروژن بسیار سریعتر از امروز به فضا می روند..